# Schaufling
Schaufling település Németországban, azon belül Bajorországban. Lakosainak száma 1547 fő (2023. december 31.). Schaufling Deggendorf, Lalling, Hengersberg, Auerbach és Bischofsmais községekkel határos.

## Népesség
A település népessége az elmúlt években az alábbi módon változott:
| Lakosok száma | 1210 | 1207 | 1209 | 1473 | 1472 | 1502 | 1520 | 1561 | 1521 | 1547 |
|               | 1950 | 1975 | 1987 | 2012 | 2013 | 2015 | 2016 | 2019 | 2021 | 2023 |